# 讀賣電視台
讀賣電視放送株式會社（日語：読売テレビ放送株式会社），通稱讀賣電視台（／），簡稱「ytv」，是以日本近畿廣域圈（大阪府、京都府、兵庫縣、滋賀縣、奈良縣、和歌山縣）為播出地區的電視台，總部位於大阪府大阪市中央區。讀賣電視台是日本電視台聯播網（NNN及NNS）的準核心台，也是大阪的四家準核心台中唯一由東京的核心台參與設立的電視台。讀賣電視台的識別呼號是JOIX-DTV，遙控器號碼是10頻道。讀賣電視台為日本電視台系列的聯播網貢獻了眾多節目，其中又以動畫領域見長，製作了包括《名偵探柯南》在內的眾多知名作品。

## 歷史

### 東天滿時代
日本電視台在1953年開播之後，亦申請了大阪及名古屋的電視播出執照，但被郵政省以「日本電視台是東京的電波，申請其他地區的執照是越境行為」為由拒絕:12。當時大阪只有大阪電視放送一家民營電視台，同時轉播日本電視台及KRT電視台（現TBS）的節目。但隨著大阪電視放送播出節目中KRT節目比重逐漸增加；加上當時讀賣新聞剛開始在大阪發行，銷售情況被朝日新聞及每日新聞甩開，日本電視台及其母公司讀賣新聞集團遂開始試圖在大阪開設自家系列的電視台:12。1956年11月，讀賣新聞社以「新大阪電視台」（新大阪テレビ）名義申請播出執照:13。當時除了讀賣新聞社之外，還有朝日、每日、產經、神戶、京都等報社，共計8家企業申請獲得關西地區的電視播出執照，放出的執照數卻只有兩個，競爭十分激烈:13。為緩和過度白熱化的競爭，郵政省決定在大阪地區追加一個播出執照。1957年10月22日，新大阪電視台獲得播出執照:13。另外一家獲得播出執照的每日放送以同意和參與執照申請的近畿教育文化、關西教育文化合併為交換條件，獲得NHK大阪放送局曾使用的第4頻道；新大阪電視台則獲得第10頻道:13（當時舊式電視機只能接收到6以下的頻道，因此第4頻道在收視上有利:14）。1958年8月1日，新大阪電視台更名為讀賣電視台:14。
1958年8月22日，讀賣電視台開始進行試播:14。1958年8月28日上午9時，讀賣電視台正式開播，成為大阪第二家民營電視台:20。由於讀賣電視台是以準教育電視台的地位獲得播出執照，因此播出時間中必須有20%是教育節目、30%是教養節目:22。讀賣電視台因此在週一至週六上午集中播出教育節目，並因此成為當時日本播出時間最長的電視台（當時大多數電視台在白天設有收播時段）:22。當時讀賣電視台製作的《源氏物語》等帶狀教育節目獲得了好評:41。1960年9月，讀賣電視台開始播出彩色電視節目，成為關西第一家播出彩色節目的電視台:28。1968年4月，讀賣電視台全天30%、晚間45%的節目實現彩色播出:60。1970年春季讀賣電視台實現晚間全部節目彩色化，1971年秋季又實現全部節目彩色化:61。1964年東京奧運會期間，讀賣電視台共轉播了135小時的節目，相當於每天播出時間的一半用於轉播奧運會:59。讀賣電視台在1965年更新播出執照時，執照種類從準教育電視台改為一般電視台，意味著可以播出更多比例的娛樂節目:62。1961年4月，讀賣電視台工會正式成立:46。

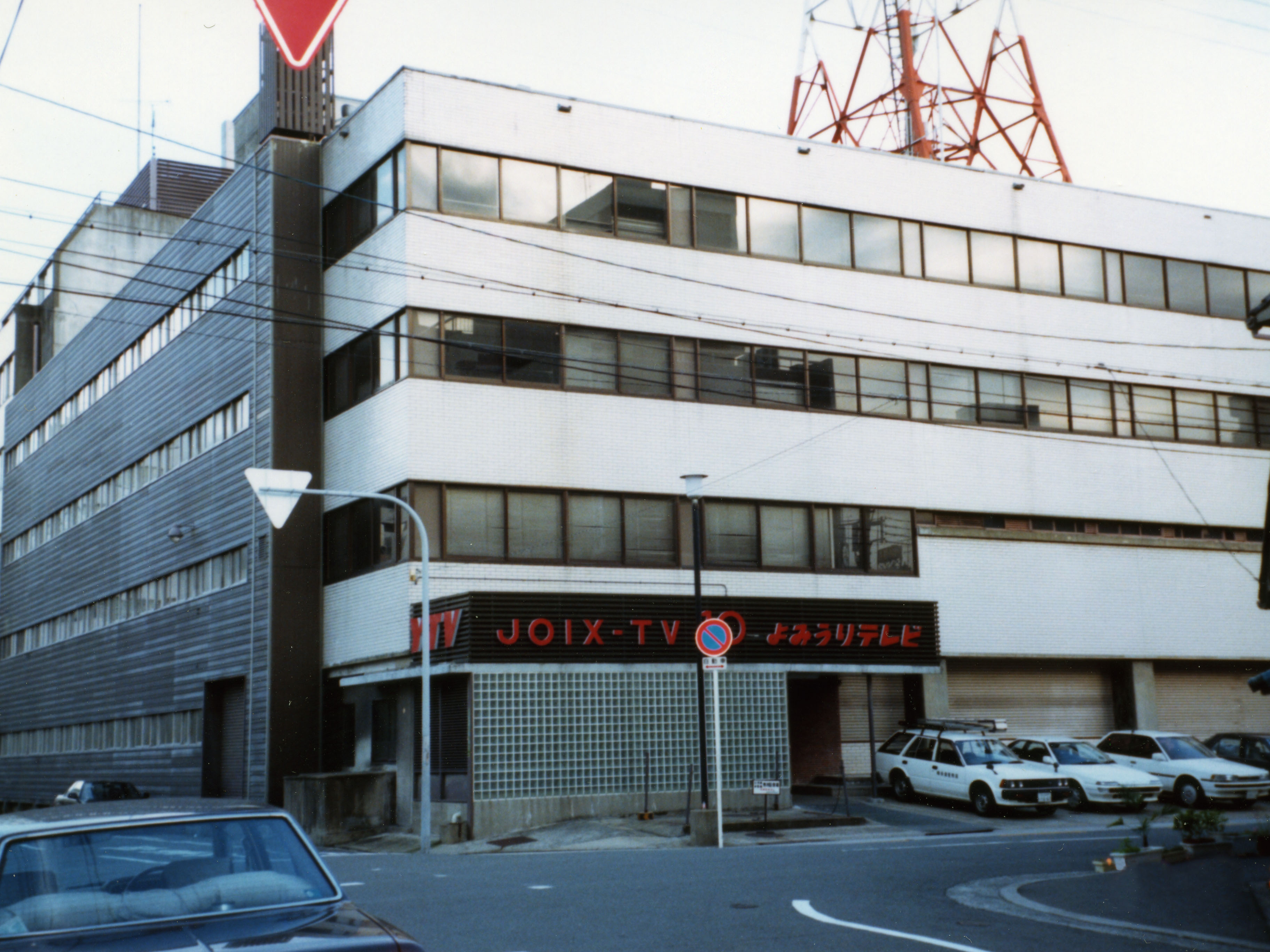
讀賣電視台第一代總部

1970年代之後，讀賣電視台的收視率穩定上升。1973年11月第三週，讀賣電視台的全日平均收視率達10%，黃金時間收視率達18.2%，獲得包括NHK大阪放送局在內的大阪各台收視率首位:68。高收視率亦帶動了讀賣電視台的廣告收入。讀賣電視台的營業額在1972年度突破了100億日元:68。1977年，讀賣電視台主辦了第一屆日本國際鳥人錦標賽，取得了極大反響:116。此後除了經費不足的2009年和嚴重特殊傳染性肺炎日本疫情擴大的2020年之外，讀賣電視台每年夏季均舉辦這一活動。第22屆日本國際鳥人錦標賽更實現僅靠滑翔機就橫貫琵琶湖的創舉:234。作為社會貢獻及新事業開拓的一部分，讀賣電視台還在這一年夥同讀賣新聞集團其他企業於大阪府的千里中央地區開設了讀賣文化中心:72-75。1978年10月1日，讀賣電視台開始播出立體聲節目，成為世界第二家播出立體聲節目的電視台（第一家是同系列的日本電視台）:82。1985年12月2日，讀賣電視台在關西各台中率先開始播出電視資訊:159。

### 大阪商業公園時代

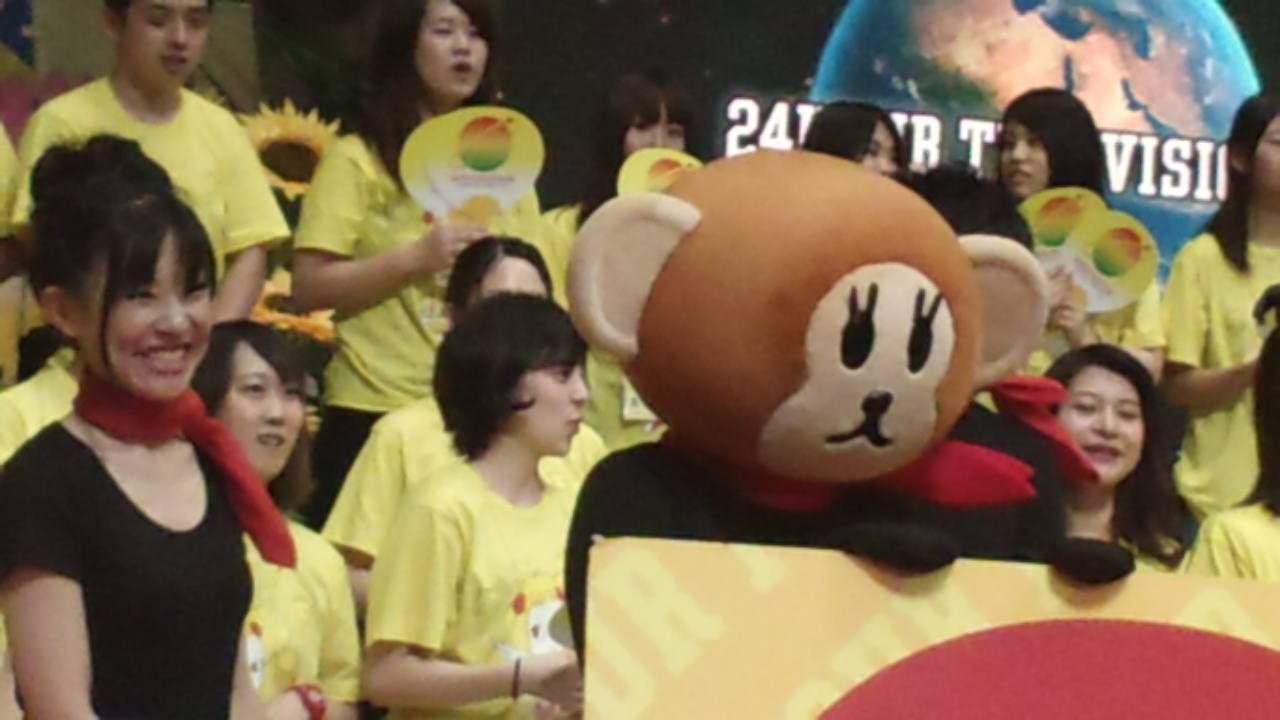
讀賣電視台吉祥物ukiki在24小時電視 愛心救地球活動上

1988年8月，在開播30週年之際，讀賣電視台遷入位於大阪商業公園內的第二代總部:180。同年讀賣電視台的Spot廣告錄得143.3%的增長率，在大阪四家民營電視台的廣告市場份額佔比達25.7%，獲得第一:181。讀賣電視台在電視技術上亦有進步，在1990年開始播出高畫質電視節目:189。1991年，讀賣電視台開始在東京建設多摩攝影棚，以便於進行節目製作:193。該攝影棚在1993年6月竣工，由兩座攝影棚組成，主要製作綜藝節目和電視劇:201。1994年度，讀賣電視台開播以來首次獲得全日收視第一:213。翌年的1995年度，讀賣電視台除了全日之外，亦獲得晚間19點至23點時段的收視第一，這也是讀賣電視台第一次獲得晚間時段的收視首位:216。1996年度，讀賣電視台更獲得收視率三冠王（全日收視率10.1%、晚間時段16.0%、晚間時段15.6%），也是開播以來第一次獲得這一榮譽:220。
2000年，讀賣電視台實現連續五年獲得收視率三冠王:247。為適應即將到來的數位電視時代，讀賣電視台在2000年2月實現了台內播出數位化:248，並決定和每日放送共用一個鐵塔發射數位訊號:249。2003年12月1日，讀賣電視台正式開始播出數位電視訊號:254。同年伴隨日本電視台總部遷入汐留的日本電視台大廈，讀賣電視台的東京分公司也遷入附近的汐留城市中心:255。2009年，讀賣電視台的東京分公司更進一步遷入日本電視台大廈內。至2002年，讀賣電視台連續7年獲得關西地區收視率三冠王:254。讀賣電視台將2007年和2008年定為開播50週年紀念活動年，並在2007年4月更改公司商標為現在使用的黃色小寫ytv標誌，啟用了吉祥物「ukiki」:271。
2014年8月28日，在開播56週年之際，讀賣電視台宣布將在現總部西南約400米處（BRAVA劇場）修建新總部大樓。同時自2014年度開始，憑藉核心台日本電視台強勁的收視，讀賣電視台至2018年度連續五年獲得關西地區的收視率三冠王。面對電視廣告收入增長的停滯，讀賣電視台積極通過美術展、大型活動、電影等新渠道開拓收入。如2016年舉辦的莫內展吸引了30萬人參加。讀賣電視台製作節目中最為著名的《名偵探柯南》劇場版亦連年創出票房新高。讀賣電視台近年亦加強在網路領域的投入。2016年，讀賣電視台加入了由核心局共同創建的影片點播服務TVer，並且從2020年10月開始和日本電視台、中京電視台共同在TVer上實時播出晚間黃金時段的32個節目。2019年9月1日，讀賣電視台正式遷入新總部。這一年讀賣電視台的個人收視率亦獲得三冠王。至2022財年，讀賣電視台已連續9年獲得關西地區個人收視率三冠王。

## 節目

### 新聞及資訊節目

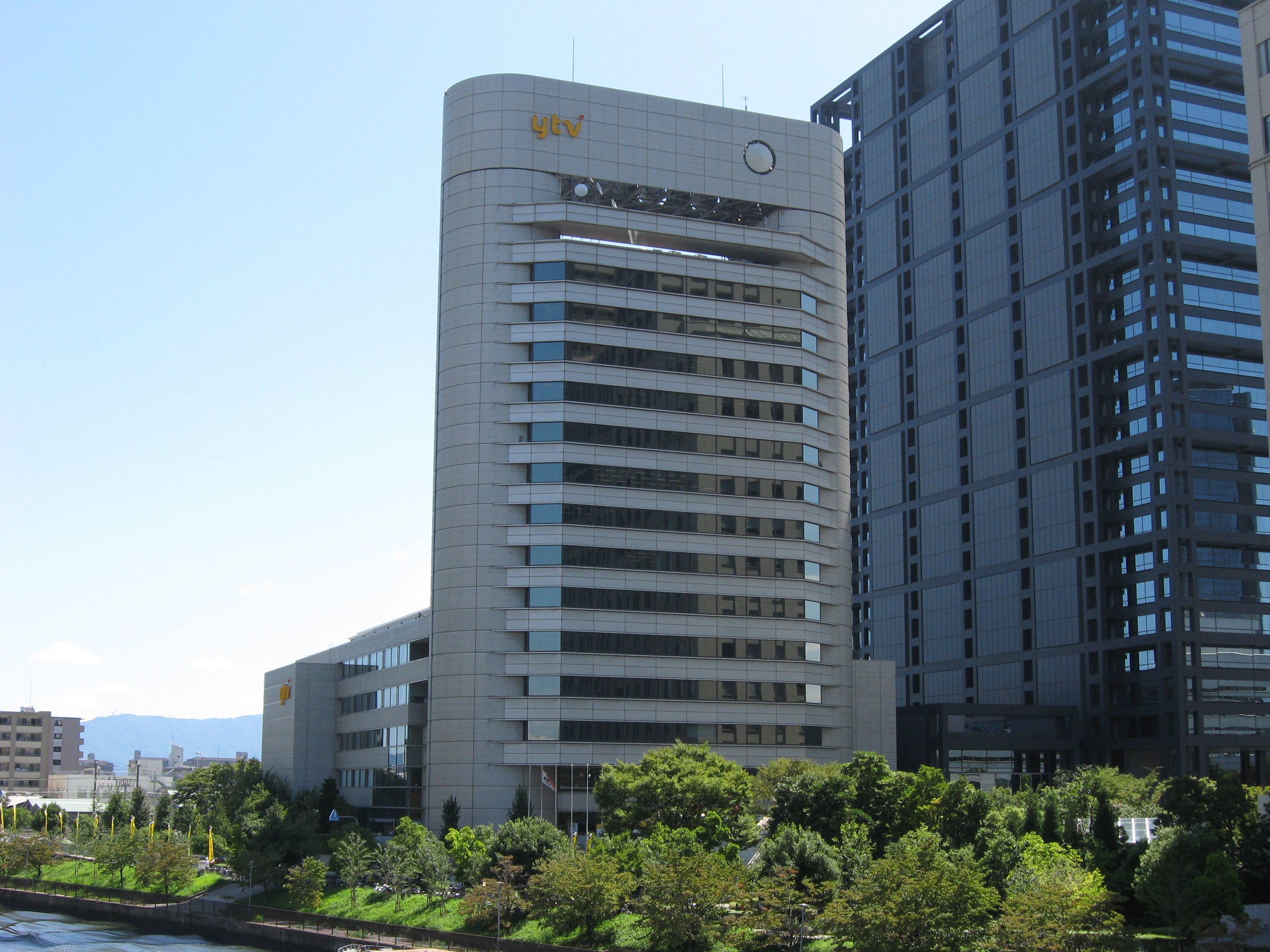
讀賣電視台第二代總部

讀賣電視台播出的第一條面向全日本的新聞是開播翌日的「國鐵山陰線列車脫軌事故」:34-35。1966年日本電視台成立新聞聯播網NNN之後，讀賣電視台加強了其在日本全國及海外的取材體制，在這一年首次派遣特派員赴越南採訪:56。1970年世界博覽會時，讀賣電視台在博覽會會場設立了取材巨大，並全面協助了美國NBC進行採訪:56。1972年千日百貨店火災時，讀賣電視台是民營電視台中最先播出現場畫面的電視台:99。1992年，讀賣電視台實現了連續3天從北韓平壤直播，這是資本主義國家電視台首次實現連續3天從平壤直播新聞:198。在1995年阪神·淡路大地震時，讀賣電視台在地震3分後的5時49分通過字幕播出了第一條地震新聞，並在地震當天的1月17日及翌日持續播出新聞特別節目:208-209。而讀賣電視台神戶支局所在大樓本身也在這次地震中坍塌:210。在這次地震中，NNN各加盟台派遣了約150名員工來支援讀賣電視台，加上讀賣電視台的員工，形成了約400人的採訪隊伍:211。
1978年，讀賣電視台開始在週一至週五的傍晚17時10分播出20分鐘的帶狀新聞節目《電視Talk10》:131。該節目共播出4年，平均收視率3.2%:131。此後讀賣電視台仿效大阪的其他民營電視台，在傍晚18點播出30分的地方新聞節目《近畿TODAY》:147。1990年開始播出的《News Scramble》堅持硬派路線:189，雖然在播出第一年的平均收視率只有5%，但在1994年2月的平均收視率達到10%，1997年的全年平均收視率達9.2%，登上大阪各台傍晚新聞收視率第一位:247。2009年，讀賣電視台開始播出《關西資訊網ten》，取代《News Scramble》成為新的傍晚新聞節目。該節目率先在關西各台傍晚新聞中播出大量娛樂、生活資訊內容，雖取得收視成功，但也引發過採訪方式漠視人權的批評。
讀賣電視台自1977年開始在午後14點播出資訊節目《Wide Show今》:117。播出一年半之後，讀賣電視台在1979年將該節目改版為《2點的Wide Show》，最初由橫山Knock、上沼惠美子等關西當地名人主持。雖然成功實現通過聯播網在日本多地播出，但收視率欠佳:134。半年之後，讀賣電視台對該節目的內容進行全面調整才使該節目收視率開始上升，確立了關西午後主要資訊節目的地位:135。1993年，日本電視台開始和讀賣電視台共同製作《THE WIDE》，收視領跑各台。讀賣電視台更從2004年開始全面接手該節目的製作:200-201。2006年開始播出的《宮根情報屋》是讀賣電視台現在午後時段的資訊節目，並自2008年開始通過日本電視台聯播網在日本全國播出:266。1991年開始播出的《Wake Up!》及其後繼節目《Wake Up!Plus》是讀賣電視台的招牌政論節目，並通過NNN聯播網在日本全國播出，是日本各台週末上午的政論節目中唯一由大阪的電視台製作的節目:192。
1965年，日本電視台開始播出深夜資訊節目《11PM》，其中週二和週四的節目由讀賣電視台製作，提高讀賣電視台在全日本的知名度:42。由於平日版獲得好評，讀賣電視台還一度製作播出週六版《11PM》:69。1968年，11PM迎來播出第1000回紀念。在這一年7月，讀賣電視台製作的11PM追踪青島幸男和橫山Knock當選參議院議員的節目獲得了22.2%的高收視率:85。《11PM》的後繼節目《EX電視》的週二及週四節目也同樣由讀賣電視台製作:188。
1977年，讀賣電視台設立了NNN巴黎支局，也是其第一個海外支局:118。同年讀賣電視台決定在總部內設置新聞中心，並在翌年竣工了新的新聞攝影棚:133。1981年，讀賣電視台設立了其第二家海外支局NNN波恩支局（1998年搬遷至柏林）:145。為報道人民力量革命後急劇變化的菲律賓局勢，讀賣電視台在1987年開設了其第三個海外支局馬尼拉支局:168-169。1996年，讀賣電視台關閉了馬尼拉支局，開設上海支局，成為上海的第五家日本電視台支局:218-219。

### 電視劇
讀賣電視台在開播不到兩個月後就製作了面向全日本播出的時代劇《薩摩飛腳》:26。開播初期，讀賣電視台製作的電視劇以上方喜劇、大阪市井生活、時代劇三種類型為主:26-27。1966年至1967年，讀賣電視台製作了大型時代劇《明治天皇》，其場面和費用都可說是民營電視界空前規模:64。但總的來說，在1960年代，由於大多數演員都集中在東京及製作費用高昂等原因制約，讀賣電視台製作的電視劇大多數收視率不振:38。然而1960年代後期開始，讀賣電視台製作的《壞心眼老太婆》:46和《道頓堀》取得收視成功，令讀賣電視台電視劇得以脫離困境:50。首播於1970年的《細腕繁盛記》在關西創下過38.4%的收視率記錄，因獲得好評而製作續集:88。1970年代中期製作播出的《北都物語》和《冰紋》以戀愛為主題，並大膽加入性表現內容，引發話題:78。
播出於1980年至1992年之間的《週四黃金劇場》是讀賣電視台製作的第一檔2小時電視劇，其中第九部作品《癌症走廊的早晨》（ガン回廊の朝）獲得了民放聯盟賞娛樂節目部門優秀賞的肯定:138。讀賣電視台還和日本電視台共同設立了「黃金劇本大賞」（ゴールデン・シナリオ大賞），發掘和鼓勵新晉劇本家:142。1986年，為提高當時低迷的收視率，讀賣電視台開始在晨間播出30分的《帶狀連續劇》。第一部作品《花一番》取得了7.3%的平均收視率:142。1996年的《只有你》由大澤隆夫和鈴木京香主演，在關西獲得18.1%、關東獲得15.5%的平均收視率，為之後《失樂園》的成功做出了鋪墊:217。1997年，《失樂園》憑藉其大膽的性描寫和敏感的題材引發轟動，在關西取得21.3%，關東取得20.7%的平均收視率:221。2004年讀賣電視台製作週一劇場停播之後，讀賣電視台一度停止製作電視連續劇，但仍製作單集形式的電視劇。如2005年的《日本的辛德勒 杉原千畝物語》由反町隆史主演，取得關西18.1%、關東16%的收視率:263。2008年之後，讀賣電視台開始製作讀賣電視台週四晚間連續劇，恢復製作連續劇:275。2011年，該時段改版為讀賣電視台週四推理劇場，專門播出懸疑推理題材的電視劇。2013年開始，該時段改為讀賣電視台週四連續劇，重新播出多種題材的電視劇。2020年開始，讀賣電視台還開始在週日晚間製播出作連續劇週日劇場。

### 動畫節目

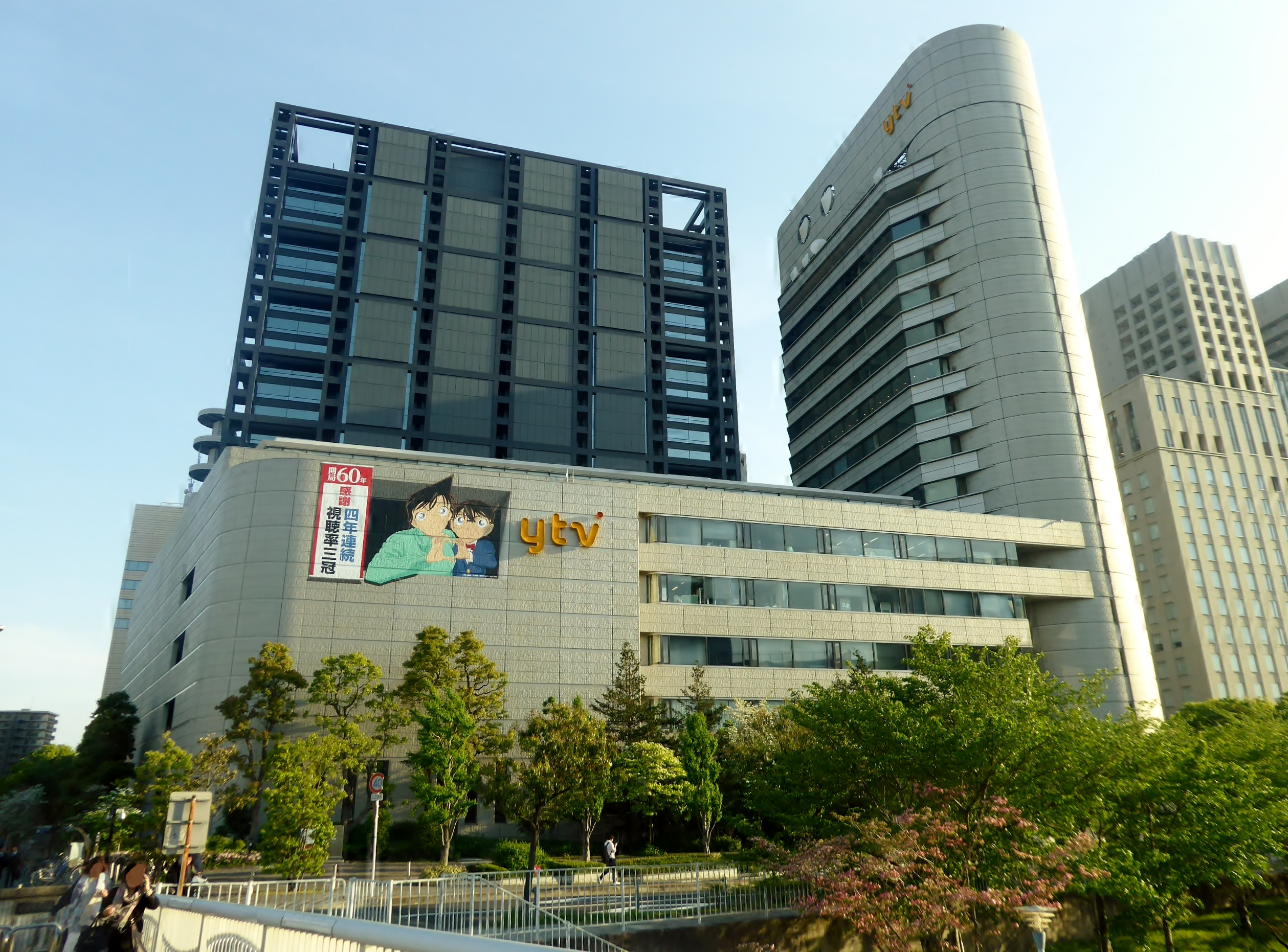
讀賣電視台第二代總部側面貼有名偵探柯南及慶祝獲得收視率三冠王的海報

動畫是讀賣電視台的優勢領域。1967年4月播出的《黃金蝙蝠》是讀賣電視台製作的第一部電視動畫:69。日本電視台系列在1960年代後期至1970年代播出的多部人氣動畫如《巨人之星》、《天才傻瓜》、《虎面人》、《魯邦三世》等作品都是由讀賣電視台製作:52。《巨人之星》在關東的平均收視率達23.5%，關西亦有19.8%:81。1978年開始播出的《宇宙戰艦大和號》雖然最初在晚間7點播出時收視不佳，但在改至晚間6點播出後成功令收視大幅上升，成為日本動畫史上的里程碑作品:78。1987年4月開始播出的《城市獵人》系列是讀賣電視台在1980年代最成功的動畫作品，憑藉高人氣製作了續集和劇場版:167。1989年的《以柔克剛》令讀賣電視台的動畫節目獲得更多女性觀眾，開拓了新市場:186。
1996年1月，讀賣電視台開始播出《名偵探柯南》，成為現在讀賣電視台最著名的動畫節目:216。《名偵探柯南》的第一集即在關西取得12.7%、在關東取得8.5%的收視率，2001年的關西全年平均收視率達20.6%:216。為紀念《名偵探柯南》取得高收視，讀賣電視台在第二代總部大樓的入口處設置了柯南的銅像:216。讀賣電視台第三代總部大樓前同樣設置有《名偵探柯南》主要角色的銅像。因名偵探柯南取得巨大成功，讀賣電視台在翌年製作播出類似題材的《金田一少年之事件簿》，共播出148回，取得關西13.2%、關東14.7%的平均收視率:221。2000年代之後，讀賣電視台製作的主要動畫節目有《犬夜叉》:243；手塚治虫名作《怪醫黑傑克》:259；2006年開始播出的《結界師》:267等作品。

### 綜藝節目
在開播初期，讀賣電視台擅長製作觀眾參加型節目，如《情侶歌合戰》、《明星臉秀》、《求婚大作戰》等節目均收視上佳，並通過聯播網在全日本播出:40。但這些節目亦因內容低俗而受到批評:26。
讀賣電視台製作的《料理東西軍》是支撐日本電視台在1990年代後期取得收視率三冠王的關鍵節目之一，並引發了節目中介紹的食材迅速脫銷等社會現象:221。始播於1997年的《光接吻可不夠！》最初是深夜節目，第一期就獲得11.3%的高收視率，在2004年升格為黃金檔節目，並創造過21.2%的高收視率記錄:258。2007年開始播出的《日本大國民》同樣是由讀賣電視台製作，在日本全國播出的黃金時段綜藝節目，聚焦日本各地的地方特色，是現在讀賣電視台具代表性的在日本全國播出的節目:270。2020年4月，爆笑問題的田中裕二成為《日本大國民》新主持人。週四晚間播出的《DOWN TOWN DX》是搞笑雙人組DOWN TOWN的冠名綜藝節目，也是自1993年開始播出至今的長壽節目:201。除了面向全日本製作播出的節目之外，讀賣電視台還製作主要在關西地區播出的綜藝節目，如週六傍晚的《週六不行喲！》；週日午後的《說到那裡為止委員會NP》。
讀賣電視台在深夜節目領域頗有成就。播出於1987年至1998年的《鶴瓶上岡PA-PE-PO TV》是讀賣電視台最著名的深夜綜藝節目之一，不僅取得高收視率，亦獲得銀河賞的肯定:166。1992年至1996年播出的《隆仁酒吧》是家鋪隆仁在讀賣電視台的第一個常規節目，開創酒吧風格的脫口秀新形式，獲得過25%的超高收視率:196。1994年至1997年播出的《紳助的猴子都能看懂的新聞》成功將嚴肅的新聞用易懂的娛樂方式進行解說，還出版了同名書籍:206。

## 攝影棚

### 第一代總部
讀賣電視台在獲得播出執照後，從東本願寺天滿別院借得約2,640平方公尺的土地，用於建設總部大樓:14。初期的總部大樓地上有3層，地下有1層，總樓面面積4,710平方公尺，設有2個攝影棚，並在屋頂上建有60米高的鐵塔:33-34。1960年2月，讀賣電視台總部完成擴建，總樓面面積增加了1,600平方公尺:43。1965年10月，讀賣電視台在總部大樓附近修建地上5層，地下1層的新館，並在新館內設置了新聞專用的攝影棚:63。1981年，地上7層，地下1層，總樓面面積2,440平方公尺的北館竣工:145。

### 第二代總部
1985年1月7日，讀賣電視台宣布將在大阪商業公園耗資190億日元修建新總部，預計在開播30週年的1988年竣工啟用:158。讀賣電視台的第二代總部佔地面積8,264平方公尺，分為地上5層、地下2層的現業棟，以及地上14層側高層棟兩座建築:158。這座建築也是大阪商業公園整體開發計劃的一部分，在1986年4月2日動工:158。1988年4月18日，讀賣電視台第二代總部竣工:180，總樓面面積約31,500平方公尺。同年6月，讀賣電視台各部門開始陸續遷入新總部，並在8月1日正式開始從第二代總部發射訊號:180。讀賣電視台第二代總部自1989年3月開始開放普通民眾參觀，並在1999年實現了參觀人數達10萬人的紀錄:241。2002年，讀賣電視台總部大樓進行了擴建，在五層新增250平方公尺、六層新增1,600平方公尺的空間:251。在讀賣電視台遷入第三代總部之後，該建築現在由Panasonic的子公司使用。

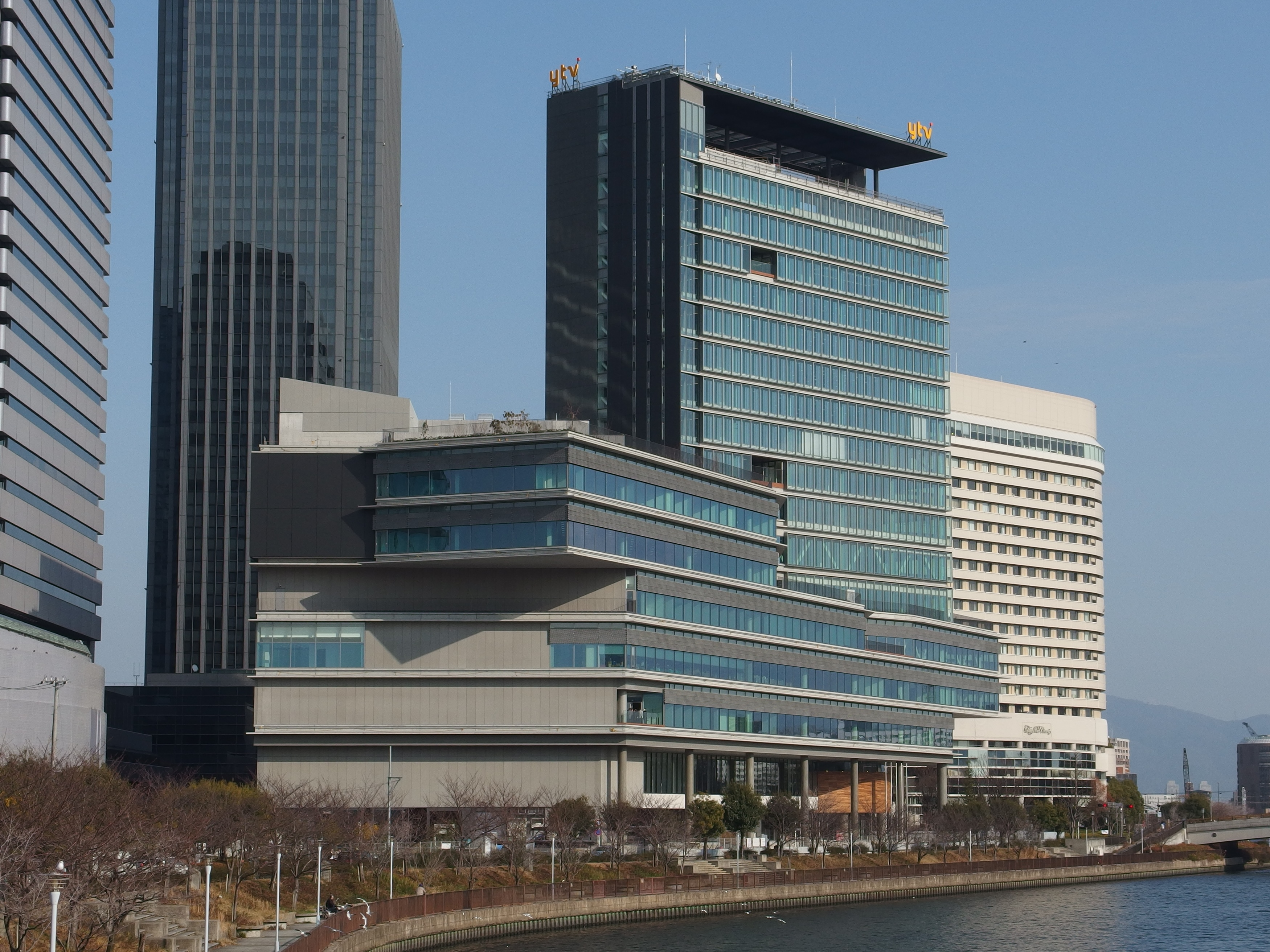
讀賣電視台第三代總部

### 第三代總部
讀賣電視台的第三代總部同樣位於大阪商業公園，佔地面積12,495.9平方公尺，建築面積約51,194平方公尺，地下1層，地上17層，高94.52公尺。建築由竹中工務店修建，在2016年10月27日開工。建築整體採用了免震構造。這座建築也是第一座獲得國土交通省「可持續建築先導事業」認證的電視台大樓。2019年1月31日，讀賣電視台第三代總部竣工，並在同年9月1日正式開始在新總部播出節目。
讀賣電視台將第1至第3攝影棚、新聞攝影棚等節目製作區域集中配置在第三代總部的低層部分，以便於節目製作，令建築內動線更有效率。第三代總部大樓一層的入口大廳開放給公眾參觀。在開幕時，讀賣電視台還在新總部的公開空間舉辦了一系列柯南主題活動。2020年2月開始，讀賣電視台第三代總部接受普通民眾預約參觀。新總部低層部分的屋頂設有屋頂花園，也是讀賣電視台部分節目播出天氣預報的場地。

## 註释
1. ↑  公司名在1958年8月1日由「新大阪電視放送株式會社」改為現名
2. ↑  「三冠」指全日（6:00-24:00）、黃金時間（19:00-22:00）、晚間時段（19:00-23:00）三個時段皆獲得收視率第一。

## 外部連結
- 官方网站
- 讀賣電視台的X（前Twitter）
- 讀賣電視台的Facebook專頁
- YouTube上的讀賣電視台頻道
- Yomiuri Telecasting Corporation （页面存档备份，存于） - TMDb